# Darwin Atapuma
Atapuma  Hurtado est un nom espagnol. Le premier nom de famille, en général paternel, est Atapuma ; le second, en général maternel, souvent omis, est Hurtado.
Pour les articles homonymes, voir Atapuma.
Jhon Darwin Atapuma Hurtado est un coureur cycliste colombien. Il est né le 15 janvier 1988 à Túquerres (département de Nariño). Ses frères Alex et Remigio ont également été coureurs cyclistes professionnels.

## Biographie
Darwin Atapuma naît le 15 janvier 1988 à Túquerres (département de Nariño). Il est le benjamin d'une fratrie de neuf enfants. Il commence le cyclisme à l'âge de onze ans. L'un de ses frères, Remigio, qui tient un magasin de bicyclette, lui en offre un et devient son premier entraîneur.
Il devient champion de Colombie en 2008 et signe dans la foulée pour l'équipe colombienne Colombia es Pasión Coldeportes.
Avec son équipe, il participe à quelques courses en Europe dont le Tour de l'Avenir 2010 ou le Tour de l'Ain 2011, épreuves où il se distingue en les terminant toutes les deux à la neuvième place.

### Saison 2012

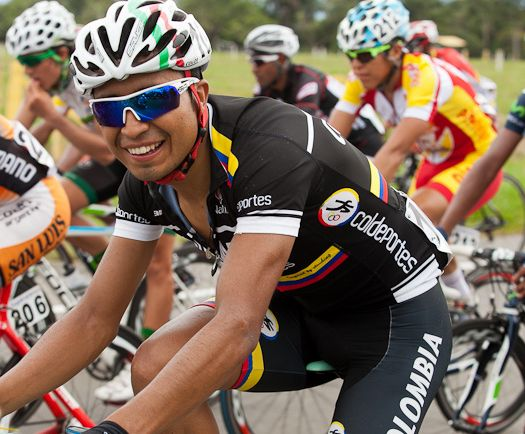
Darwin Atapuma au Tour de Colombie 2012.

Membre de l'équipe continentale professionnelle Colombia-Coldeportes, il ne peut participer aux épreuves du calendrier national colombien. Il dispute, ainsi, le Clásico RCN 2011 avec l'équipe de la Police nationale colombienne. Lors de la 2e étape, il accompagne Rafael Infantino et Sergio Henao dans leur échappée. L'avance prise, ce jour-là et leurs qualités sont telles qu'ils sont sur le podium de la course jusqu'à l'ultime étape, un contre-la-montre en côte. Atapuma y réalise une contre-performance, il perd 3 min 30 s sur Infantino et doit se contenter de la quatrième place finale.
Puis il participe au projet insufflé par le ministre des sports colombien, Jairo Clopatofsky. À la fin de l'année 2011, il est enrôlé dans la nouvelle équipe professionnelle Colombia-Coldeportes. Il s'installe avec ses coéquipiers à Brescia, pour disputer la saison cycliste européenne.
Dans la neige et le froid, il remporte, le 20 avril 2012, la première victoire pour sa formation, au col Pordoi, lors de la quatrième étape du Tour du Trentin. L'étape se termine à 2 239 mètres d'altitude par ce col mythique du Tour d'Italie. Dans la montée de celui-ci, le peloton s'égrène et se réduit aux seuls favoris. Puis Domenico Pozzovivo, leader de la course attaque pour assurer la victoire finale. À la flamme rouge, seuls les Colombiens Atapuma et Carlos Betancur sont encore avec lui. Atapuma attend les 500 derniers mètres pour l'attaquer, poursuivi par Betancur, ils réussissent un doublé colombien à l'arrivée. Atapuma déclare avoir grandi en regardant les exploits de Luis Herrera sur le Tour de France et que pour lui, c'est un rêve de gagner à l'arrivée d'un tel sommet. Fils de paysans, il dédicace sa victoire à son directeur sportif Claudio Corti, car il rend possible le projet mis en place par Clopatofsky. Cette victoire lui permet de rentrer dans les dix premiers du classement général (huitième à 3 min 55 s de Pozzovivo).
À la mi-mai, il dispute le Tour de Californie 2012. Loin au classement général à la suite du contre-la-montre de la cinquième étape, il intègre une échappée de douze coureurs, réduite très rapidement à Christopher Horner et à lui-même, deux jours plus tard. Dans l'ascension finale, il contre une attaque de l'Américain pour s'isoler en tête. Pourchassé par Robert Gesink, il est rejoint à la flamme rouge. Le Néerlandais le bat au sprint et Atapuma finit deuxième. La dernière étape n'apporte aucun changement au classement général et il finit la course californienne, au seizième rang.

### Saison 2013
Meilleur élément de sa formation durant la saison, il obtient des résultats qui attirent l'attention de Jim Ochowicz, manager général de l'équipe BMC Racing. Début septembre, sa dix-huitième place au Tour d'Italie, comme sa victoire d'étape au Tour de Pologne, lui permet de signer un contrat en faveur de l'équipe américaine, détenant une licence UCI WorldTour.

### 2014-2016: BMC Racing

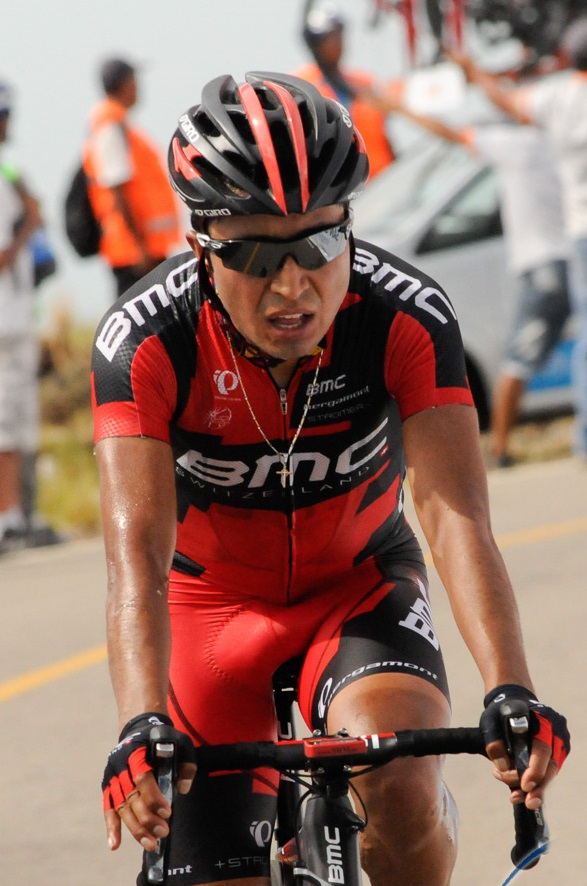
Darwin Atapuma durant le Tour de San Luis 2014.

En début d'année, Darwin Atapuma est neuvième du Tour de San Luis. Au printemps, il se classe dix-huitième du Tour de Romandie et du Critérium du Dauphiné. En juillet, il prend le départ de son premier Tour de France, où il est appelé à épauler Tejay van Garderen en montagne. Il chute cependant, en compagnie de ce dernier, lors de la septième étape. Souffrant d'une fracture d'un fémur, il doit abandonner et arrêter sa saison,.
Lors d'un entrainement en préparation pour la saison 2015, Atapuma est attaqué à l'arme blanche par deux hommes qui voulaient lui voler son vélo. Au cours de l'altercation, il est blessé au bras gauche et au poignet.
En mars 2015, il se classe septième du classement général du Tour de Catalogne. Il participe au Tour d'Italie, pour aider son leader Damiano Caruso. Il termine seizième de la course, Caruso huitième.
Au mois de septembre 2016, il quitte la formation BMC Racing et s'engage avec l'équipe Lampre-Merida, rebaptisée UAE Abu Dhabi.

### 2017-2018: UAE Emirates
Darwin Atapuma fait ses débuts avec UAE Emirates en janvier 2017 au Tour de San Juan, en Argentine, où il est leaders de l'équipe. Il doit cependant quitter la course après la deuxième étape, souffrant d'un traumatisme cervical à la suite d'une chute. De retour en course le mois suivant, il est quatrième du championnat de Colombie. En mars, il prend la treizième place du Tour de Catalogne. Dix jours plus tard, une nouvelle chute au Tour du Pays basque lui occasionne une fracture du poignet. Il reprend la compétition deux mois plus tard, en Suisse. Durant l'été, il prend part au Tour de France, où le leader de l'équipe pour le classement général est Louis Meintjes. Échappé lors de la 18e étape et seul en tête dans l'ascension finale vers le col d'Izoard, il est rattrapé par Warren Barguil et prend la deuxième place. Il termine 41e du classement général. Il dispute ensuite le Tour d'Espagne, aux côtés de Louis Meintjes et Rui Costa, et en prend la vingtième place.
Atapuma commence sa deuxième saison au sein de l'équipe des émirats sur le Tour de San Juan qui voit briller son jeune coéquipier, Filippo Ganna, 3e du classement général. En Europe, on le retrouve dans un rôle d'équipier sur le Tour de Catalogne puis de Romandie, notamment au service de Dan Martin et de Rui Costa. En mai, il dispute le Tour d'Italie en tant qu'équipier de Fabio Aru. Ce dernier, en difficulté, ne termine pas la course qu'Atapuma conclut 61e. Sa saison se limite ensuite à deux courses par étapes, l'Adriatica Ionica Race où son équipe place trois coureurs dans le top 10 (Edward Ravasi 4e, Valerio Conti 5e et Simone Petilli 9e) puis le Tour de France avec Dan Martin comme leader et 8e du classement général.

### 2019: Cofidis
Le 30 octobre 2018, l'équipe continentale professionnelle française Cofidis annonce la signature du grimpeur colombien. Cédric Vasseur compte sur son profil pour briller sur les arrivées en sommet à plus de 2 000 mètres, notamment sur le Tour de France. 

### 2020: Colombia Tierra de Atletas
À l'automne 2019, Darwin Atapuma est annoncé dans la nouvelle formation hongroise "E-powers Factory Team" mais pour des raisons financières, l'équipe ne voit jamais le jour. Cependant il trouve refuge dans la formation colombienne, nouvellement créée "Colombia Tierra de Atletas" au mois de décembre. En février, il se réjouit de son retour en Colombie et annonce pour objectifs la victoire dans le Tour de Colombie et le Clásico RCN.

## Palmarès
| - 2006 - 2e du championnat de Colombie du contre-la-montre juniors - 2007 - 2e et 8e étapes du Tour de l'Équateur - 2008 - Champion de Colombie sur route - 3e étape de la Vuelta a Antioquia - 2e étape de la Clásica Nacional Marco Fidel Suárez (es) - 4e et 5e étapes de la Vuelta Higuito (es) - 2e de la Clásica Nacional Marco Fidel Suárez (es) - 2009 - 3e étape du Tour de Beauce - 3e du Tour de Beauce - 2012 - 4e étape du Tour du Trentin | - 2013 - 6e étape du Tour de Pologne - 2015 - 1re étape du Tour d'Espagne (contre-la-montre par équipes) - 7e du Tour de Catalogne - 2016 - 4e étape du Tour de Suisse - 9e du Tour d'Italie - 2021 - 8e étape du Tour de Colombie - 2e de la Vuelta al Tolima |  |

## Résultats sur les grands tours

### Tour de France
3 participations
- 2014 : abandon (7e étape)
- 2017 : 41e
- 2018 : 69e

### Tour d'Italie
4 participations
- 2013 : 18e
- 2015 : 16e
- 2016 : 9e
- 2018 : 61e

### Tour d'Espagne
4 participations
- 2015 : 56e, vainqueur de la 1re étape (contre-la-montre par équipes)
- 2016 : 32e,  maillot rouge pendant quatre jours
- 2017 : 20e
- 2019 : 61e

## Classements mondiaux
| Année            | 2008 | 2009 | 2010 | 2011 | 2012 | 2013 | 2014 | 2015 | 2016 |
| ---------------- | ---- | ---- | ---- | ---- | ---- | ---- | ---- | ---- | ---- |
| UCI World Tour   |      |      |      |      |      |      | nc   | 91e  | 67e  |
| UCI America Tour | 126e | 73e  | nc   | nc   | 140e | 226e |      |      | 42e  |
| UCI Europe Tour  |      | nc   | 916e | 585e | 289e | 302e |      |      |      |